# Totila
Totila vešel do dějin zejména jako významný ostrogótský vojevůdce a král od roku 541 až do své smrti v roce 552. Za jedenáct let vlády opanoval téměř celou Itálii a dvakrát dobyl její metropoli Řím. Naprostá většina historických důkazů o jeho životě pochází z pera byzantského historika a Totilova současníka Prokopia z Kaisareie, který doprovázel na cestách jednoho z nejvýznamnějších vojevůdců své doby Belisara. Podle mincí, jež nechával gótský král razit, je známo, že jeho skutečné jméno bylo Baduila; přízvisko Totila byl pseudonym, jímž ho ve svých knihách nazývá právě Prokopios a jehož význam lze interpretovat jako Nesmrtelný.

## Totilův vzestup

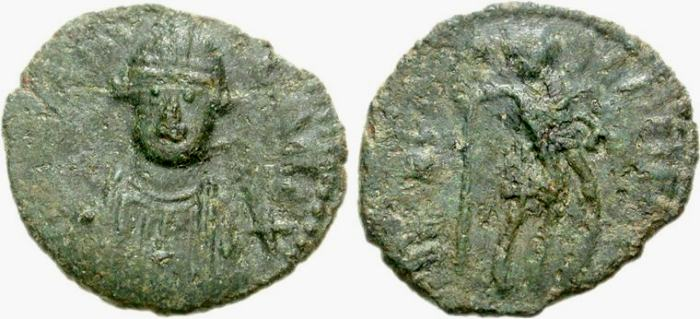
Mince s vyobrazením krále Baduily

První písemná zmínka o Totilově osobě se datuje do roku 541, přesněji k období, kdy byl jedním ze svých osobních strážců zavražděn jeho strýc, ostrogótský král Ildibad. Tehdy Totila sídlil v Tarvisu, kde zastával post velitele místní posádky. Když se doslechl o strýcově smrti, vyslal své muže do Ravenny k římskému správci Constantinovi s žádostí o záruku, že bude zachován jeho život, pokud slíbí, že se podrobí Římanům spolu s Góty, nad nimiž měl velení. Jeho nabídka byla s potěšením přijata a současně byl stanoven den, kdy mělo dojít k předání. Mezitím ostrogótský trůn obsadil vlivný Rug Erarich. Tomu se však mezi ostatními příslušníky národa nepodařilo získat všeobecné sympatie a Gótové již po pěti měsících jeho vlády vyslali poselstvo do Tarvisa. Když Totila vyslechl nabídku, která mu skýtala možnost nastoupit na ostrogótský trůn, odpověděl poslům, že půjde s nimi a splní všechno, co budou chtít, pokud zabijí stávajícího krále ještě před termínem, kdy se zaručil předat město Tarvisio. Tato podmínka nebyla Gótům proti mysli a záhy byl Erachich úkladně zavražděn.
Totila se chopil vlády v průběhu září 541 a již následujícího roku byl nucen čelit útoku 11tisícového byzantského vojska, jež vyrazilo do pole na příkaz císaře Justiniána I. Úvodním tahem císařské armády byl pokus o dobytí významné ostrogótské bašty Verony. V reakci na tuto otevřenou intervenci Totila shromáždil asi 5 000 bojovníků, s nimiž vyrazil obležené posádce na pomoc. Zanedlouho však obdržel zprávu, že silnější nepřátelské vojsko zrušilo obléhání a vyšlo mu vstříc. Rozhodl se proto vyčkat a nastrojit léčku. Asi třem stovkám svých mužů nedlouho před střetnutím nařídil přebrodit blízkou řeku a zaútočit proti nepřátelům za zálohy. S dostatečným časovým odstupem pak překročil řeku i zbytek Ostrogótů a došlo k boji. Ten byl rozhodnut ve chvíli, kdy třísetčlenný přepadový oddíl vpadl Římanům do zad a obrátil je na útěk. Po vítězství u Faventie (Faenza) Totila vyslal své muže, aby oblehli Florencii. Současně obsadil pevnosti Caesenu a Petru. Posléze vytáhl do Etrurie, na území Říma, Kampánie a Samnitska. Bez obtíží obsadil pevnost Benevento a srovnal se zemí její hradby. Následně zahájil obléhání Neapole a dále obsadil Bruttium, Lukánii, Apulii a Kalábrii. Z dobytých území vybíral veřejné daně, čímž odřízl nepřátelskému vojsku proud financí a římští vojáci pozbývali ochoty proti Gótům bojovat, ba naopak se přidávali na jejich stranu.
V záznamech kroniky Libri historiarum z pera franského biskupa Řehoře z Toursu lze dohledat, že v průběhu tohoto tažení Totila navštívil svatého Benedikta z Nursie v klášteře na hoře Monte Casino. Gótský král se prý před prvním setkáním rozhodl svatého podrobit zkoušce a poslal k němu zbrojnoše jménem Riggo oblečeného do královského roucha. Doprovod mu tvořili tři královi nejbližší průvodci Vulterich, Ruderich a Blidin. Sotva světec Rigga a jeho společnost projevující mu veškeré královské pocty spatřil, pravil: „Slož, synu, slož, co na sobě máš; neníť to tvoje.“ Po tomto odhalení se ostrogótský král odebral k Benediktovi osobně a padl mu k nohám s prosbou dozvědět se více o svém osudu. Když se pak oba muži dali do důvěrného hovoru, Benedikt Totilovi vytýkal: „Mnoho zlého už jsi spáchal. Upusť konečně od nepravosti.“ Posléze mu prorokoval:
| „                   | Equidem mare transiturus es, Romam ingressurus, novem annis regnabis, decimo morieris (Říma dobudeš, přes moře se přeplavíš, ještě devět let panovat budeš, v desátém zemřeš). | “ |
| — Benedikt z Nursie | |   |

Když se o válečných událostech v Itálii dozvěděl císař Justinián I., vyslal do ohrožené země dvě armády. Obě postupně vyrazily na pomoc obležené Neapoli, avšak Totilovy síly jim uštědřily značné porážky a město se mu v důsledku hladu z jara roku 543 vzdalo. Posléze ostrogótský panovník udeřil na italský jih, kde zbořil hradby dobytých měst, aby nemohly posloužit nepřátelům. Byzantský císař, srozuměný s kritickou situací, se rozhodl do Itálie povolat svého nejtalentovanějšího vojevůdce Belisara. Ten však disponoval pouze nedostatečným vojskem o síle 4 000 mužů, a když Totila v roce 545 obrátil svou pozornost proti Římu, nebyl schopen akce, která by obléhání metropole mohla výrazněji narušit. Jediný jeho pokus k obléhaným prorazit s armádou posílenou novými oddíly z Byzance ztroskotal. Řím v tu dobu bránilo pouze 3 000 mužů, přesto se ostrogótský král rozhodl nepodnikat na hradby marné útoky a město vyhladovět. To se mu s úspěchem dařilo. Dokonce ukořistil konvoj lodí s obilím, které k obleženým ze Sicílie vyslal římský arcibiskup Vigilius. Následkem hladu a po zradě čtyř Isaurů se Totilovi podařilo Věčné město dobýt 17. prosince 546. Díky tomuto vítězství mu do rukou padla tučná kořist, zejména z majetku římského velitele Bessa, který za obležení lichvařil s obilím. Prokopios z Kaisareie dále hovoří o tom, že po pádu města si Totila získal velkou slávu tím, že ochránil před smrtí či zneuctěním vdovu po známém filosofovi Boëthiovi a stejně tak i mnohé obyvatele italské metropole.

## Podmanitel Itálie

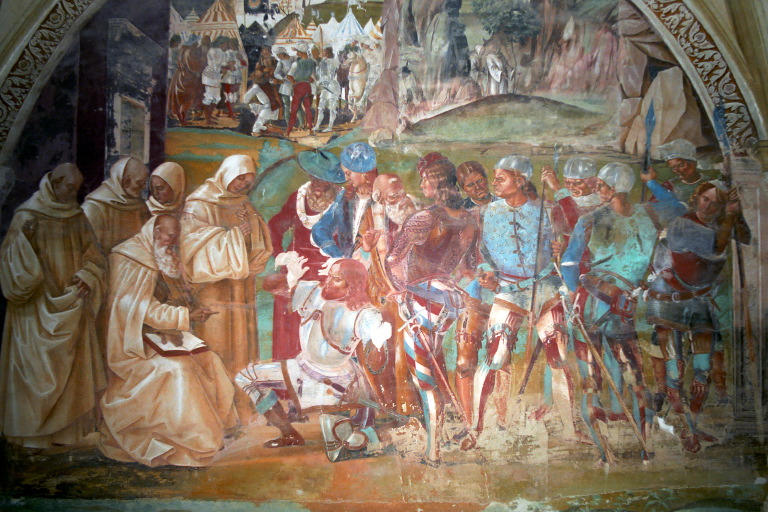
Freska na stěně opatství Monte Oliveto Maggiore jejímž autorem je Luca Signorelli: Údajné Totilovo setkání se svatým Benediktem

Ještě téhož roku, kdy Totila ovládl Řím, vypukly nepokoje na jihu Itálie v Lukánii. První pokus povstání potlačit dopadl pro Totilovy vojáky tragicky a gótského krále tento neúspěch natolik rozhněval, že se rozhodl Řím srovnat se zemí. Poručil zbořit jeho hradby asi do jedné třetiny výšky a zničit městské brány. Když se o Totilových skutcích a úmyslech doslech byzantský vojevůdce Belisar, poslal do Říma list, kterým se mu podařilo gótského vládce přemluvit, aby již více Římu neškodil. Totila se tedy v roce 547 rozhodl odejít s vojskem do Lukánie osobně. Jako rukojmí s sebou vzal římské senátory a střežené je odeslal na území Kampánie. Rychle pak obsadil mocnou lukánskou tvrz jménem Acherontie, zde zanechal posádku čtyř set mužů a se zbytkem vojska vyrazil k Ravenně. Ve chvíli, kdy se gótský král zapojil do bojů s Lukány, Belisar zjara roku 547 obsadil Řím a narychlo opravil části hradeb, jež Gótové pobořili. Jakmile se Totila dozvěděl o Belisarově rošádě, ihned přerušil tažení a rozhodl se pro návrat. Třikrát se jeho muži pokusili italskou metropoli dobýt ztečí, ale pokaždé byli krvavě odraženi. V důsledku tohoto neúspěchu významní Gótové Totilovi vyčítali, že nezbořil i zbytek římských hradeb. Ten se za stávající situace rozhodl zničit všechny mosty přes Tiberu (nepodařilo se mu to pouze u mostu mulvijského) a stáhnout vojsko k městu Tiburu, odkud vyslal oddíl k Perusii.
Mezitím co se Ostrogóti snažili dobýt Věčné město, římský velitel Ioannes, jenž v Kampánii vedl proti Gótům partyzánskou válku, osvobodil některé senátory ze zajetí a strhl tím tak na sebe Totilovu pozornost. Gótskému králi se podařilo Ioannovo vojsko překvapit a porazit, avšak většina Byzantinců, včetně jejich velitele, při zbrkle vedené akci uprchla. Krátce nato se Totila přesunul na jih Itálie, kde se postupně vyloďovaly nové posily, jež Belisarovi vyslal císař Justinián. Zde začali Gótové působit nepřátelům značné škody. Také Belisar zahájil další přesun, neboť byl císařským listem pověřen odejít do Kalábrie a převzít nad shromažďujícími se posilami velení. Řím opustil v čele 700 jezdců a 200 pěších s úmyslem obeplout Sicílii a pokračovat do Tarentu. Vinou nepřízně počasí však byl nucen přistát již v Krotonu. Totila využil situace a u Rusciana drtivě porazil Belisarův jízdní oddíl, jehož úkolem bylo zajistit prostor proti nepřátelům a shánět ostatním oddílům spíži. Když se byzantský vojevůdce dozvěděl o porážce, ihned nalodil zbytek vojska a odjel do Messiny. Posléze Totila obrátil pozornost k samotné tvrzi Ruscianum. Belisar se v čele velkého loďstva pokusil obléhaným přijít na pomoc, ale Totilovy důmyslně vedené obranné akce jeho šance na vylodění zmařily. V důsledku dalšího nezdaru se římský vojevůdce rozhodl prostřednictvím své manželky Antoniny požádat císaře Justiniána I. o propuštění ze svých služeb. V této záležitosti mu bylo vyhověno v září roku 548.

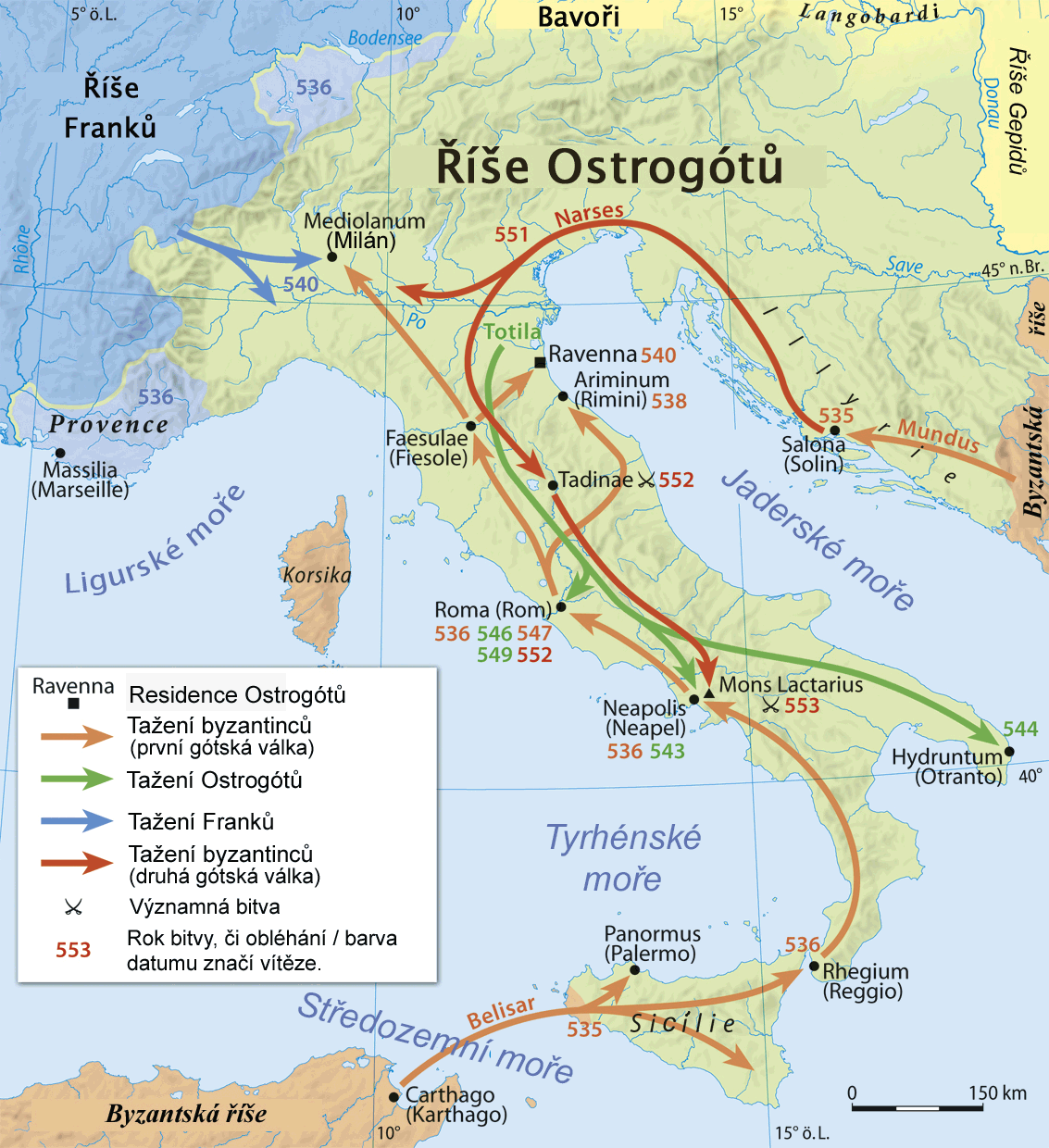
Operace římsko-gótských válek v letech 535–553

Poté, co Totilovi v roce 549 podlehlo Ruscianum, vydal se opět obléhat Řím. Třítisícové vojsko římských obránců pod velením Belisarova kopiníka Diogena kladlo Gótům zarputilý odpor, přesto bylo město opět zrazeno několika isaurskými vojíny a padlo do Totilových rukou. Do budoucna se ostrogótský král rozhodl, že jeho lidé a Římané budou žít v italské metropoli pospolu. Neprodleně nechal vystavět vše, co při prvním dobytí Říma pobořil, a nastolil pevnou vládu nad zbytkem Itálie. Pokusil se také navázat diplomatické styky s byzantským císařem, ale jeho snaha byla marná, jelikož Justinián I. se odmítal s ostrogótským vyslancem, který přivážel mírové návrhy, byť jen setkat. Proto se Totila začal znova připravovat k válce. Jeho muži posléze dobyli Sicílii, Korsiku (podzim 551) a Sardinii. V letech 549–550 dále vyplenili Korfu a epirské pobřeží.
Mezitím císař Justinián proti Totilovi postavil nové vojsko, které měl vést jeho synovec Germanus. Shromáždil také velké loďstvo, jemuž velel vojevůdce Liberios. V roce 550 však na území Byzantské říše učinili mohutný vpád Slované a Germanus byl nucen své voje obrátit proti nim. Toto tažení bylo také jeho posledním počinem, jelikož se roznemohl a nečekaně zemřel. Naštěstí pro Řím slovanské nebezpečí díky Germanově věhlasu pominulo a císař pro tažení do Itálie do čela vojska ustanovil nové dva muže: Germanova zetě Ioanna a Iustinia, jednoho z Germanových synů. Totilu mezitím přemluvil kvestor jménem Spinus, aby s loďstvem obtěžkaným úrodou a velkým bohatstvím opustil Sicílii. Ihned po odchodu Gótů zamířilo římské loďstvo pod velením Liberia k Palermu. Liberios byl posléze vystřídán Artabanem, který pro Římskou říši dobyl Sicílii zpět.

## Bitva u Tagin a smrt

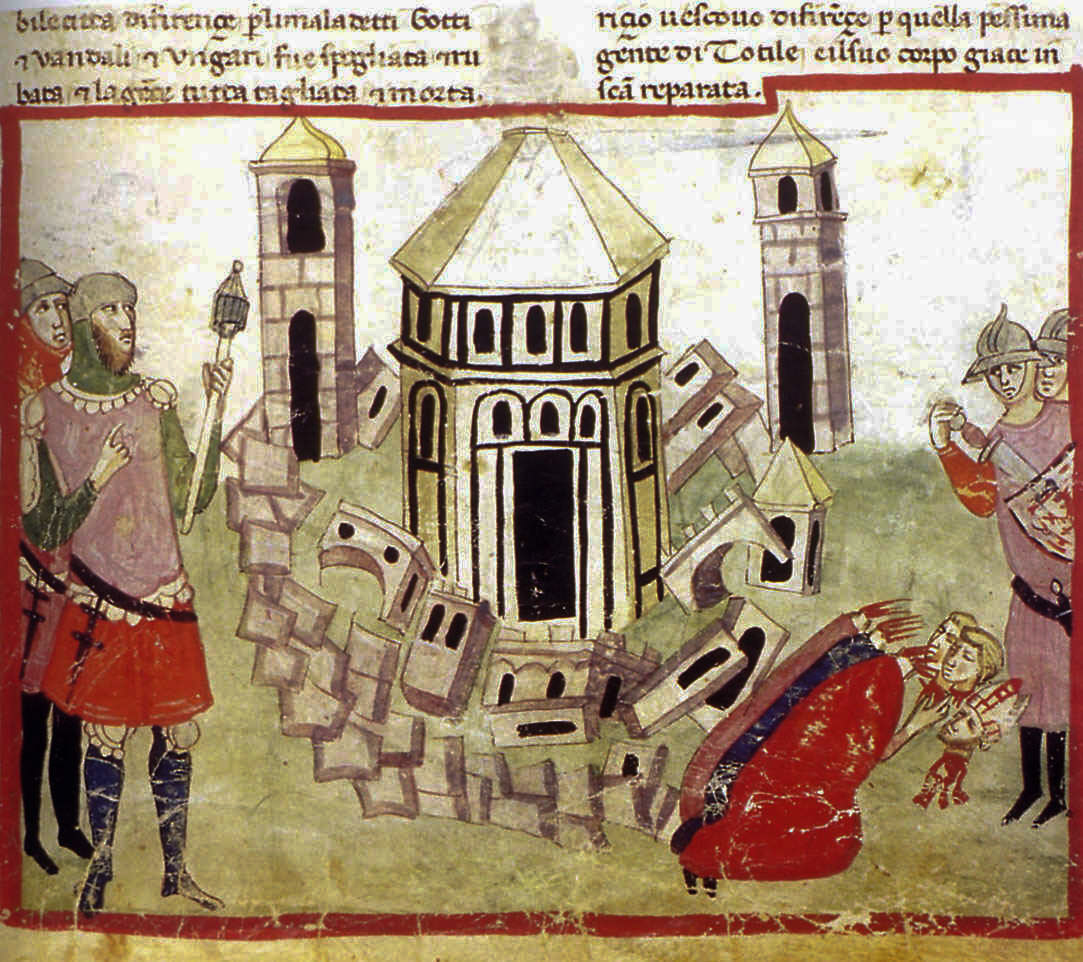
Iluminace z kroniky Giovanni Villaniho: Totila nechává zbořit hradby města Florencie

Po návratu do Itálie vyslal Totila do Jaderského moře na 300 velkých lodí s úkolem odplout do Řecka a oloupit každého, s kým se setkají. Současně se pokusil kombinovanou námořní a pozemní blokádou dobýt Anconu, ale část jeho námořních sil byla v roce 551 drtivě poražena (bitva u Sena Gallica), což velmi podlomilo morálku Totily i Gótů. Téhož roku byl velitelem vojska táhnoucího do Itálie namísto Ioanna jmenován vojevůdce Narses. Ten se chopil nabízené příležitosti, a sotva v roce 552 dorazil do Salony, vyrazil s mohutnou armádou, jejíž velikost se odhaduje na 20 000–30 000 mužů, proti Ostrogótům. Totila jako první krok proti Narsově útoku shromáždil výkvět gótského vojska a vyslal je pod velením válečníka Teii obsadit Veronu. Narses však proklouzl bažinami podél Jaderského moře a rychlými pochody v kombinaci s přepravou na člunech dostal své muže až do Ravenny. Když se Totila dozvěděl, že Narses postupuje dál do italského vnitrozemí, počkal na Teiovy válečníky a s vojskem čítajícím asi 15 000 mužů vyrazil proti nepřátelům. Měly k němu dorazit ještě dva tisíce jezdců, ale rozhodl se na ně nečekat. Posléze protáhl celou Eturií až do Apeninských hor a utábořil se u osady Taginae. Narses brzy dorazil Totilovi na dotek a vyslal k němu posly, aby ho vybídli buď rokovat o míru, nebo stanovit den, kdy se spolu obě vojska střetnou. Totila tedy rozhodl, že k boji dojde za osm dní, ale v plánu měl zaútočit již nazítří. Narses však jeho úmysl vytušil a druhého dne proti sobě obě vojska stanula připravená k bitvě. Před zahájením boje se Totila pokusil zmocnit pahorku, který by mu mohl přinést nad nepřítelem výhodu, ale Narses jej nechal obsadit padesáti vybranými muži, kterým se podařilo své pozice uhájit. Gótský král tedy rozvinul své vojsko do dvou linií. Do čela postavil těžké jízdní kopiníky, lučištníkům a pěšákům se sekyrami nebo oštěpy poručil zaujmout pozice v linii druhé. Posléze projížděl před řadami svých mužů a povzbuzoval je k boji. Mezitím k němu dorazila zpráva, že se k bojišti blíží ony dva tisíce jezdců, na které se rozhodl u Říma nečekat. Náhle byl nucen hrát o čas. 
| „           | Především se neostýchal ukázat svým nepřátelům, kdo je. Nosil zbraně zdobené jen zlatem a výstroj měl nachovou od chocholu až po oštěp; vypadal nádherně jako opravdový král. Jel na nesmírně krásném koni a pohrával si pohotově zbraněmi mezi oběma vojsky. Řídil svého koně kolem dokola. A jak jel na koni, vyhazoval do vzduchu oštěp a zase ho chytal, jak se točil a padal, podával si ho stále z ruky do ruky; ukazoval svou zručnost a pyšnil se svou obratností. Potom si lehl na záda nebo se houpal v bocích a spustil se na jednu stranu, pak na druhou jako člověk, který se už v dětství naučil kouskům na závodišti. Takto si hrál a vyplnil celé dopoledne. | “ |
| — Prokopios | |   |

Aby získal další čas, vyslal k Narsovi posly se vzkazem, že se hodlá dohodnout. Byzantský vojevůdce další rokování odmítl, přesto stačil očekávaný dvoutisícový jízdní sbor dorazit včas. Nicméně i přes tuto posilu dopadla bitva u Tagin pro Góty tragicky. Nepříliš šťastně zvolená strategie stála Totilovo vojsko 6 000 mrtvých a další velké množství jeho bojovníků padlo do zajetí. Později byli všichni zabiti. Bojovalo se až do večera a Totila utíkal z boje pouze v doprovodu pěti svých mužů. Pronásledovalo je několik Narsových vojáků, kteří v nastalé tmě netušili, kdo je před nimi. V průběhu stíhání došlo k drobné potyčce, při níž Gepid jménem Asbados vrazil Totilovi kopí do zad. Po krátkém boji pak Byzantinci pronásledování zanechali. Ostrogótský král však prchal spolu se svými muži ještě dalších osmdesát čtyři stadií až k místu zvanému Caprae. Zde mu jeho společníci ošetřili ránu, ale veškerá jejich snaha byla zbytečná, neboť Totila zanedlouho skonal. Tajně ho tedy pohřbili na místě, kde zahynul, a odešli.
Byzantinci po vyhrané bitvě netušili, že Totila je po smrti. Prozradila jim to až jedna gótská žena. Přijeli tedy k jeho hrobu a vykopali tělo. Když se ujistili, že je to opravdu král Ostrogótů, uložili tělo zpět na místo jeho věčného odpočinku a informovali o této novině svého velitele. Přilbu a zkrvavené Totilovo roucho odeslal Narses do Konstantinopole. Totilovou smrtí de facto skončila ostrogótská nadvláda nad Apeninským poloostrovem. Narses postupně dobýval jednu oblast za druhou, načež se v říjnu roku 552 utkal v bitvě u Mons Lactaria s Totilovým nástupcem Teiou. Teias byl zabit a pokoření Gótové požádali o možnost opustit Itálii. V této žádosti jim bylo vyhověno.

## Totilova osoba

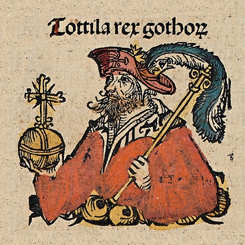
Michael Wolgemut a Wilhelm Pleydenwurff: Totilův dřevoryt z knihy Hartmanna Schedela Liber chronicarum

Sestavit ucelenou mozaiku Totilovy osoby z historických pramenů, které se spíš zabývají jeho skutky než povahou a fyziognomií, je velmi složité, ne-li nemožné. Dodnes není známo, jakého byl vzezření ani věku. Jediná narážka v tomto smyslu pochází z Prokopiova popisu bitvy u Tagin, kdy doslova uvádí: „…on pak v mladické chvástavosti odpovídal, že válka je nevyhnutelná.“ V té době měl za sebou již jedenáct let vlády. V církevních textech se zachovala pouze zmínka o tom, že byl vyznavačem ariánství.
Poměrně značným otazníkem je i Totilův charakter. Někteří moderní autoři se domnívají, že byl tím, čemu se později říkalo „beau sabeur“, tedy dokonalý zabiják, avšak tento pojem rozhodně nevystihuje celý jeho osobnostní profil. Prokopios z Kaisareie o něm hned v první zmínce svého díla lakonicky konstatuje: Totila, synovec Ildibada, mimořádně chytrý a energický muž, se těšil velké úctě mezi Góty. O inteligenci vypovídá jeho strategický talent a schopnost poučit se z chyb svých předchůdců. Lze uvést hned několik příkladů. Mezi prvními skutečnost, že nechával zbořit hradby dobytých měst, aby je Byzantinci nemohli využít proti němu (na tuto chybu mimo jiné doplatil i Totilův předchůdce král Vitiges). Snažil se také jednat velmi vlídně se zajatci, kteří pak v mnoha případech dobrovolně bojovali po jeho boku proti Římanům. Konečně byl dost uvážlivý na to, aby svým vojákům nedovolil plundrovat dobyté území, ale vyzýval místní obyvatele, aby nerušeně obdělávali svá pole a věnovali se řemeslům. Tím si pojistil přízeň lidí, dostatek materiálního zajištění a financí z veřejně vybíraných daní. O Totilově strategickém duchu leccos vypoví rychlost, s jakou byl v roce 552 schopen s pouhou hrskou mužů dobýt rozsáhlé italské území, a pohotovost reakce i v nepříznivých situacích. Jako názorný příklad lze uvést událost, kdy při obléhání pevnosti Ruscianum nedovolil přistát Belisarovu mocnému loďstvu u pobřeží tím, že nechal pláže v širokých rozestupech obsadit kopiníky a lučištníky.

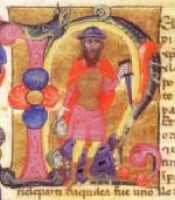
Totila v iniciále Villaniho kroniky

O Totilovi lze dále konstatovat, že byl mužem dvojí tváře. Dokázal být stejně krutý jako laskavý. Kupříkladu po dobytí Neapole dodržel své slovo a neublížil žádnému z obyvatel, dokonce ani vojákům, které nechal odplout z města podle vlastního uvážení. Navíc vyhladovělým lidem, z obavy, že se přejedí a mohli by zemřít, postupně přiděloval potraviny, dokud se patřičně neposilnili a nebyli schopní se o sebe postarat sami. K přehmatům ovšem docházelo, a tak se stalo, že jeden z Totilových osobních strážců byl obviněn ze znásilnění mladé dívky. Muž byl na králův rozkaz okamžitě uvězněn. Tento čin se však setkal s nevůlí významných Osrogótů, kteří se k Totilovi vypravili žádat o mladíkův život. Tehdy k nim vedl řeč: „…Vím, že velmi mnoho lidí přisuzuje věcem zcela opačný význam. Dovedou nazývat lidskostí porušování zákonů, čímž se narušuje a otřásá všechen řád, a toho, kdo chce bedlivě zachovávat zákony, nazývají hlupákem a mrzoutem; a to všechno proto, aby mohli ohánějíce se těmito slovy hřešit s větším pohodlím, oddávat se prostopášnosti a projevovat svou špatnost. Já vás vyzývám, abyste neměnili své blaho za provinění jednoho člověka a abyste nebrali na sebe ani část tohoto bezpráví, poněvadž jste se ničím neprohřešili. Neboť provinění a snaha zabránit potrestání provinilce je jedno a totéž, jak se domnívám…“ O několik dní později dal Totila svého strážce popravit a jeho majetek daroval znásilněné dívce. Protikladem zacházení s obyvateli Neapole bylo završení obléhání města Tiburu. Prokopios ve svých knihách zaznamenal: „Při obsazení města se dohodli Isauři mezi sebou a mohli se téměř všichni útěkem zachránit. Ale z obyvatelů neušetřili Gótové ani jednoho, nýbrž všechny je pobili i s biskupem města, a to takovým způsobem, že i když jej dobře znám, nebudu se o něm vypravovat, abych nezanechal budoucnosti vzpomínku na takovou nelidskost.“ Pokud to bylo vhodné k válečnému účelu, považoval Totila jako přiměřený nástroj i vraždu. Při obléhání Perusie uplatil muže jménem Ulif, aby zabil svého pána a velitele posádky Cypriana. Gótové sice město nezískali, neboť vojáci bojovali dál i bez svého velitele, přesto bylo Ulifovi povoleno se včlenit do Totilovy armády. V duchu přísloví „za muže hovoří jeho činy“ lze závěrem konstatovat, že gótský panovník dokázal být i velmi pomstychtivý. Pokud bude opomenuta jeho snaha zničit Řím po prvním neúspěšné pokusu potlačit povstání v Lukánii, je dalším popsaným případem bezodkladná poprava zajatého Belisarova přítele, byzantského vojevůdce Issaka, ihned poté, co podlehl utrpěným zraněním jeho druh Ruderich.